# Masako Kondo
Masako Kondo (em japonês:  近藤 雅子; 27 de março de 1941) é uma ex-jogadora de voleibol do Japão que competiu nos Jogos Olímpicos de 1964.
Em 1964, ela fez parte da equipe japonesa que conquistou a medalha de ouro no torneio olímpico, no qual atuou em quatro partidas.

## Ligações Externas
- «Perfil no Sports-Reference» (em inglês)
- Perfil no DatabaseOlympics.com (em inglês)